# کارلوتا فرلیتو
کارلوتا فرلیتو (به انگلیسی: Carlotta Ferlito) ژیمناست زادهٔ ۱۵ فوریهٔ ۱۹۹۵ میلادی اهل کشور ایتالیا است.